# Sigy
Pour les articles homonymes, voir Sigy (homonymie).
Sigy est une commune française située dans le département de Seine-et-Marne, en région Île-de-France.

## Géographie

### Localisation
Sigy est un village du un village du Bassée-Montois est situé à 15 km au sud-ouest de Provins et à 22 km au nord-est de Montereau-Fault-Yonne.

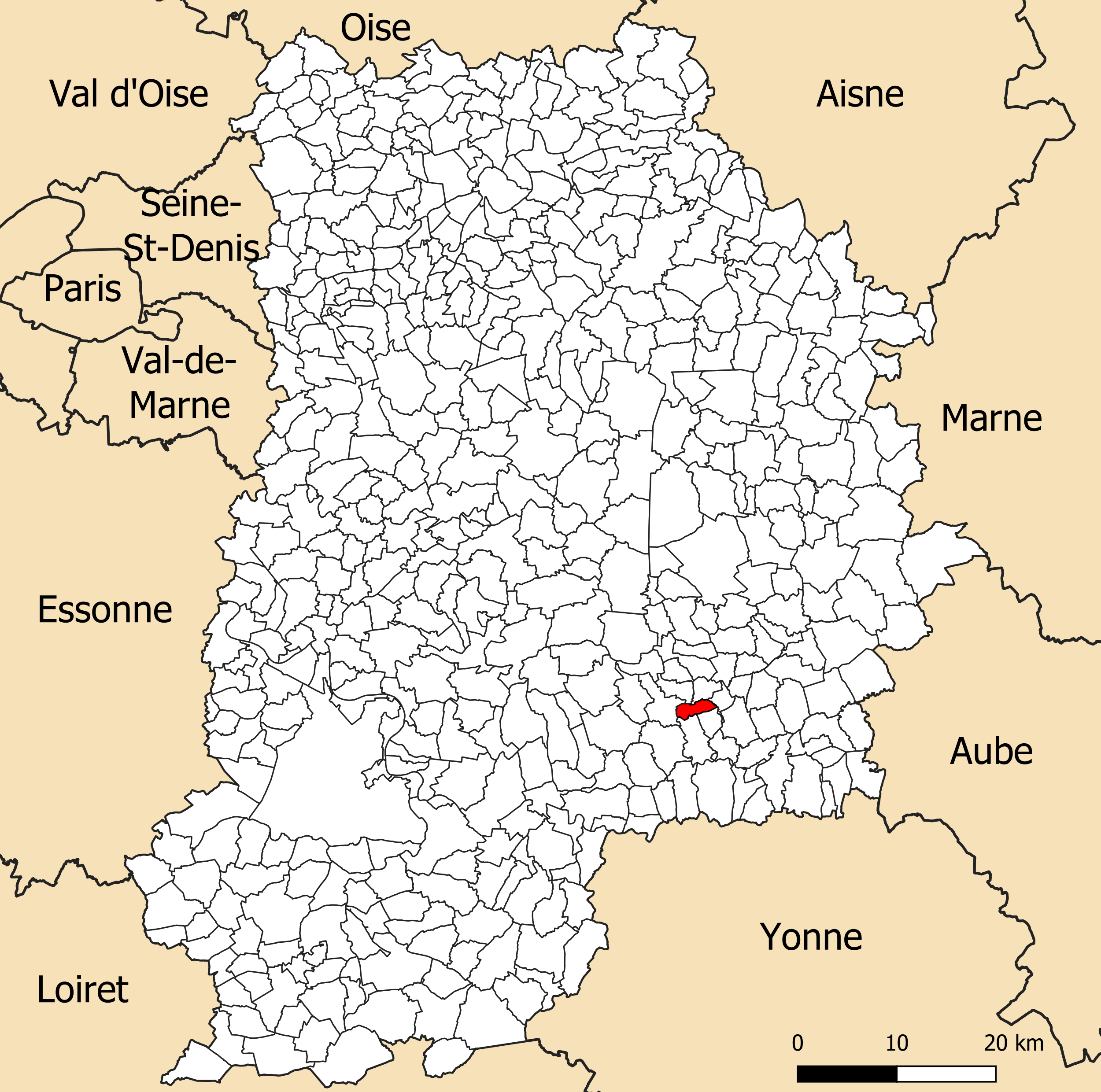
Localisation de la commune de Sigy dans le département de Seine-et-Marne.

### Communes limitrophes
Les communes limitrophes sont  Donnemarie-Dontilly, Luisetaines, Mons-en-Montois, Paroy, Thénisy et Vimpelles.

### Géologie et relief
La commune fait partie de la plaine cultivée du Montois. Son altitude varie de 59 mètres à 132 mètres pour le point le plus haut, le centre du bourg se situant à environ 66 mètres d'altitude (mairie).

### Hydrographie

#### Réseau hydrographique

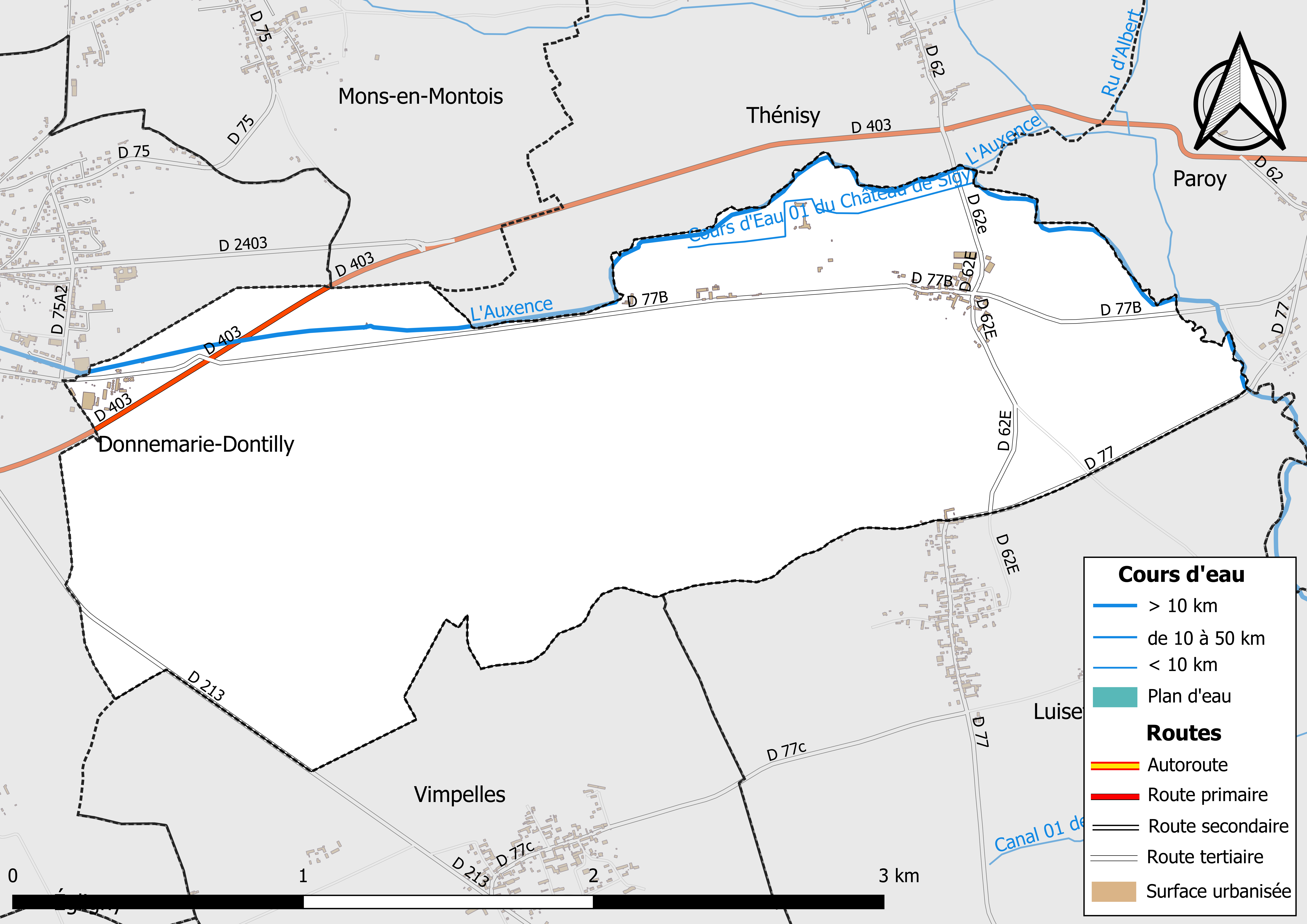
Carte des réseaux hydrographique et routier de Sigy.

Le réseau hydrographique de la commune se compose de deux cours d'eau référencés :
- la rivière Auxence (ou la Vieille Seine), longue de 34,18 km[2], affluent en rive droite de la Seine ;
  - le cours d'eau 01 du Château de Sigy, 1,15 km[3], qui conflue avec l’Auxence.

Par ailleurs, son territoire est également traversé par l’aqueduc de la Voulzie.
La longueur totale des cours d'eau sur la commune est de 5,53 km.

#### Gestion des cours d'eau
Afin d’atteindre le bon état des eaux imposé par la Directive-cadre sur l'eau du 23 octobre 2000, plusieurs outils de gestion intégrée s’articulent à différentes échelles : le SDAGE, à l’échelle du bassin hydrographique, et le SAGE, à l’échelle locale. Ce dernier fixe les objectifs généraux d’utilisation, de mise en valeur et de protection quantitative et qualitative des ressources en eau superficielle et souterraine. Le département de Seine-et-Marne est couvert par six SAGE, au sein du bassin Seine-Normandie.
La commune fait partie du SAGE « Bassée Voulzie », en cours d'élaboration en décembre 2020. Le territoire de ce SAGE concerne 144 communes dont 73 en Seine-et-Marne, 50 dans l'Aube, 15 dans la Marne et 6 dans l'Yonne, pour une superficie de 1 710 km2,. Le pilotage et l’animation du SAGE sont assurés par Syndicat Mixte Ouvert de l’eau potable, de l’assainissement collectif, de l’assainissement non collectif, des milieux aquatiques et de la démoustication (SDDEA), qualifié de « structure porteuse ».

### Climat
Pour des articles plus généraux, voir Climat de l'Île-de-France et Climat de Seine-et-Marne.
En 2010, le climat de la commune est de type climat océanique dégradé des plaines du Centre et du Nord, selon une étude du CNRS s'appuyant sur une série de données couvrant la période 1971-2000. En 2020, Météo-France publie une typologie des climats de la France métropolitaine dans laquelle la commune est exposée à un climat océanique altéré et est dans la région climatique Nord-est du bassin Parisien, caractérisée par un ensoleillement médiocre, une pluviométrie moyenne régulièrement répartie au cours de l’année et un hiver froid (3 °C).
Pour la période 1971-2000, la température annuelle moyenne est de 11,1 °C, avec une amplitude thermique annuelle de 15,7 °C. Le cumul annuel moyen de précipitations est de 702 mm, avec 11,2 jours de précipitations en janvier et 7,4 jours en juillet. Pour la période 1991-2020, la température moyenne annuelle observée sur la station météorologique la plus proche, située sur la commune de La Brosse-Montceaux à 19 km à vol d'oiseau, est de 12,0 °C et le cumul annuel moyen de précipitations est de 652,9 mm,. Pour l'avenir, les paramètres climatiques de la commune estimés pour 2050 selon différents scénarios d'émission de gaz à effet de serre sont consultables sur un site dédié publié par Météo-France en novembre 2022.

### Milieux naturels et biodiversité
Aucun espace naturel présentant un intérêt patrimonial n'est recensé sur la commune dans l'inventaire national du patrimoine naturel,,.

## Urbanisme

### Typologie
Au 1er janvier 2024, Sigy est catégorisée commune rurale à habitat très dispersé, selon la nouvelle grille communale de densité à sept niveaux définie par l'Insee en 2022.
Elle est située hors unité urbaine. Par ailleurs la commune fait partie de l'aire d'attraction de Paris, dont elle est une commune de la couronne,. Cette aire regroupe 1 929 communes,.

### Occupation des sols
L'occupation des sols de la commune, telle qu'elle ressort de la base de données européenne d’occupation biophysique des sols Corine Land Cover (CLC), est marquée par l'importance des territoires agricoles (65,3 % en 2018), en diminution par rapport à 1990 (66,5 %). La répartition détaillée en 2018 est la suivante : 
terres arables (65,3% ), forêts (32,4% ), zones urbanisées (2,3 %).
Parallèlement, L'Institut Paris Région, agence d'urbanisme de la région Île-de-France, a mis en place un inventaire numérique de l'occupation du sol de l'Île-de-France, dénommé le MOS (Mode d'occupation du sol), actualisé régulièrement depuis sa première édition en 1982. Réalisé à partir de photos aériennes, le Mos distingue les espaces naturels, agricoles et forestiers mais aussi les espaces urbains (habitat, infrastructures, équipements, activités économiques, etc.) selon une classification pouvant aller jusqu'à 81 postes, différente de celle de Corine Land Cover,,. L'Institut met également à disposition des outils permettant de visualiser par photo aérienne l'évolution de l'occupation des sols de la commune entre 1949 et 2018.

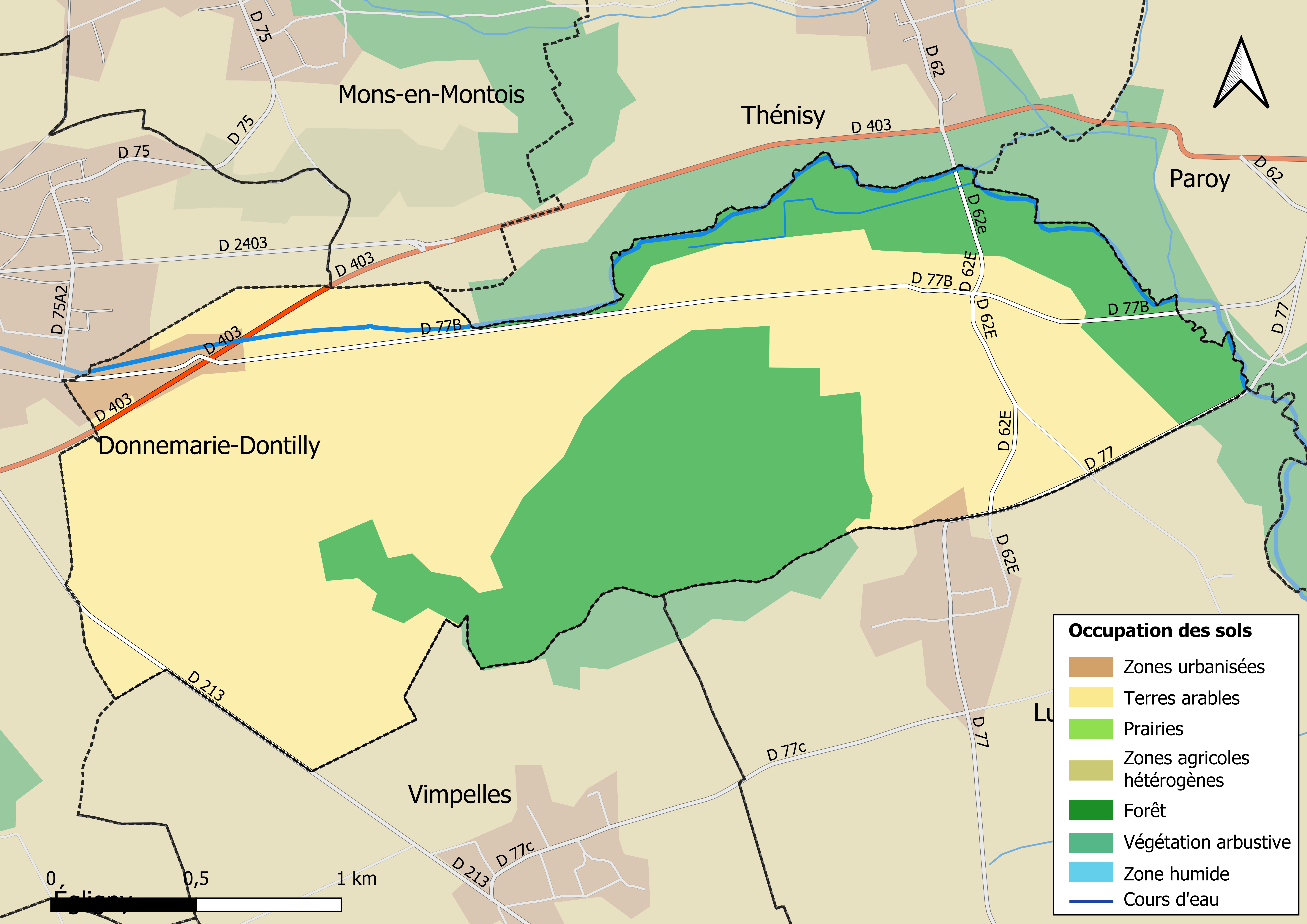
Carte des infrastructures et de l'occupation des sols en 2018 (CLC) de la commune.
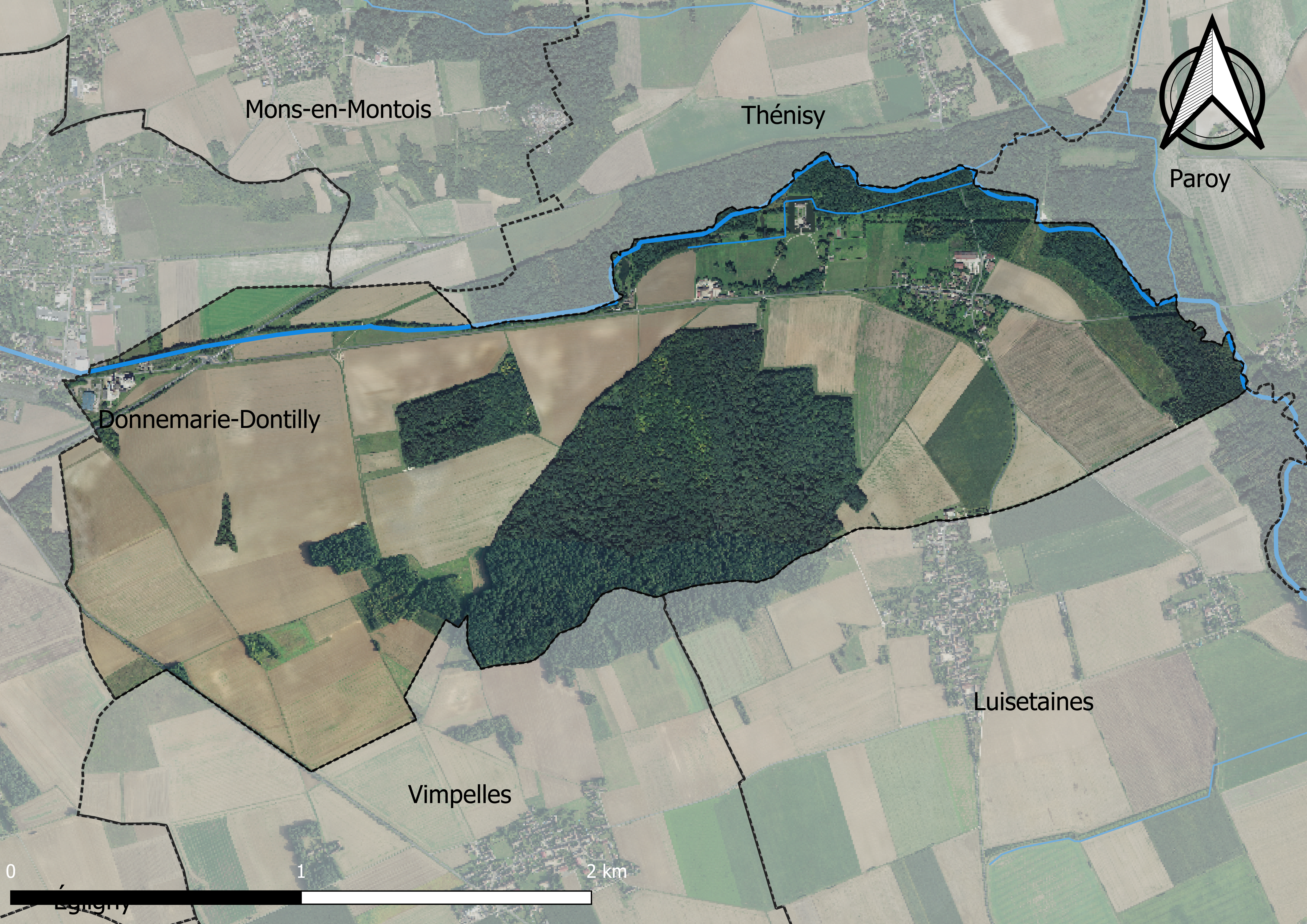
Carte orhophotogrammétrique de la commune.

### Lieux-dits et écarts
La commune compte 33 lieux-dits administratifs répertoriés consultables ici (source : le fichier Fantoir).

### Habitat et logement
En 2018, le nombre total de logements dans la commune était de 32, alors qu'il était de 35 en 2013 et de 34 en 2008.
Parmi ces logements, 78,4 % étaient des résidences principales, 17,3 % des résidences secondaires et 4,3 % des logements vacants. Ces logements étaient pour 97,1 % d'entre eux des maisons individuelles et pour 2,9 % des appartements.
Le tableau ci-dessous présente la typologie des logements à Sigy en 2018 en comparaison avec celle de Seine-et-Marne et de la France entière. Une caractéristique marquante du parc de logements est ainsi une proportion de résidences secondaires et logements occasionnels (17,3 %) supérieure à celle du département (2,9 %) et à celle de la France entière (9,7 %). Concernant le statut d'occupation de ces logements, 70,4 % des habitants de la commune sont propriétaires de leur logement (75 % en 2013), contre 61,8 % pour la Seine-et-Marne et 57,5 % pour la France entière.
| Typologie                                               | Sigy | Seine-et-Marne | France entière |
| ------------------------------------------------------- | ---- | -------------- | -------------- |
| Résidences principales (en %)                           | 78,4 | 90,3           | 82,1           |
| Résidences secondaires et logements occasionnels (en %) | 17,3 | 2,9            | 9,7            |
| Logements vacants (en %)                                | 4,3  | 6,8            | 8,2            |

### Planification de l'aménagement
La loi SRU du 13 décembre 2000 a incité les communes à se regrouper au sein d’un établissement public, pour déterminer les partis d’aménagement de l’espace au sein d’un SCoT, un document d’orientation stratégique des politiques publiques à une grande échelle et à un horizon de 20 ans et s'imposant aux documents d'urbanisme locaux, les PLU (Plan local d'urbanisme). La commune est dans le territoire du SCOT Grand Provinois, dont le projet a été arrêté le 29 janvier 2020, porté par le syndicat mixte d’études et de programmation (SMEP) du Grand Provinois, qui regroupe les Communautés de Communes du Provinois et de Bassée-Montois, soit 82 communes.
La commune, en 2019, avait engagé l'élaboration d'un plan local d'urbanisme. Un plan local d'urbanisme intercommunal couvrant le territoire de la communauté de communes de la Bassée - Montois était en élaboration,.

### Voies de communication et transports
La gare SNCF la plus proche est la gare de Longueville, située à environ 8 kilomètres, desservie par des trains régionaux du réseau TER Grand Est et par des rames de la ligne P du réseau Transilien.

### Risques naturels et technologiques
La commune  est classée en zone de sismicité 1, correspondant à une sismicité très faible.

## Toponymie
Le nom de la localité est mentionné sous les formes Sugeium en 1173 ; Segi en 1202 ; Parrochia de Sigiaco vers 1222 (Livre des vassaux) ; Segiacum en 1249 (Rôles des fiefs) ; Segi en 1277 ; Sigiacum au XVIe siècle (Pouillé Sens).
Du gallo-romain Sugeium, « domaine de Segius ».

## Histoire
Mentionné au XIIe siècle, « Sugeium ». Seigneurie possédée par les du Roux, puis par les de Haut depuis le XVe siècle. Église à la collation de l'archevêque de Sens.

## Politique et administration

### Rattachements administratifs et électoraux

#### Rattachements administratifs
La commune se trouve dans l'arrondissement de Provins du département de Seine-et-Marne.
Elle faisait partie depuis 1793 du canton de Donnemarie-Dontilly. Dans le cadre du redécoupage cantonal de 2014 en France, cette circonscription administrative territoriale a disparu, et le canton n'est plus qu'une circonscription électorale.

#### Rattachements électoraux
Pour les élections départementales, la commune fait partie depuis 2014 du canton de Provins
Pour l'élection des députés, elle fait partie de la quatrième circonscription de Seine-et-Marne.

### Intercommunalité
Sigy était membre de la communauté de communes du Montois, un établissement public de coopération intercommunale (EPCI) à fiscalité propre créé fin 1998 et auquel la commune avait transféré un certain nombre de ses compétences, dans les conditions déterminées par le code général des collectivités territoriales.
Conformément aux prescriptions de la loi de réforme des collectivités territoriales du 16 décembre 2010, qui a prévu le renforcement et la simplification des intercommunalités et la constitution de structures intercommunales de grande taille, cette intercommunalité a fusionné avec sa voisine pour former, le 1er janvier 2014, la communauté de communes de la Bassée - Montois, dont est désormais membre la commune.

### Liste des maires
| Période                                  | Période                        | Identité                  | Étiquette | Qualité                          |
| ---------------------------------------- | ------------------------------ | ------------------------- | --------- | -------------------------------- |
| Les données manquantes sont à compléter. |                                |                           |           |                                  |
| mars 1977                                | mars 2014                      | Paul-Noël de Haut de Sigy | UMP       | Propriétaire du château de Sigy. |
| mars 2014                                | juillet 2020                   | Christophe Verbrugge      |           | Agriculteur                      |
| juillet 2020                             | été 2022                       | Luc Bertrand              |           | Enseignant retraité              |
| juillet 2022                             | En cours (au 16 décembre 2022) | Christophe Verbrugge      |           | Agriculteur                      |

## Équipements et services

### Eau et assainissement
L’organisation de la distribution de l’eau potable, de la collecte et du traitement des eaux usées et pluviales relève des communes. La loi NOTRe de 2015 a accru le rôle des EPCI à fiscalité propre en leur transférant cette compétence. Ce transfert devait en principe être effectif au 1er janvier 2020, mais la loi Ferrand-Fesneau du 3 août 2018 a introduit la possibilité d’un report de ce transfert au 1er janvier 2026,.

#### Assainissement des eaux usées
En 2020, la commune de Sigy ne dispose pas d'assainissement collectif,.
L’assainissement non collectif (ANC) désigne les installations individuelles de traitement des eaux domestiques qui ne sont pas desservies par un réseau public de collecte des eaux usées et qui doivent en conséquence traiter elles-mêmes leurs eaux usées avant de les rejeter dans le milieu naturel. La communauté de communes de la Bassée - Montois (CCBM) assure pour le compte de la commune le service public d'assainissement non collectif (SPANC), qui a pour mission de vérifier la bonne exécution des travaux de réalisation et de réhabilitation, ainsi que le bon fonctionnement et l’entretien des installations,.

#### Eau potable
En 2020, l'alimentation en eau potable est assurée par la commune qui gère le service en régie,,.
Les nappes de Beauce et du Champigny sont classées en zone de répartition des eaux (ZRE), signifiant un déséquilibre entre les besoins en eau et la ressource disponible. Le changement climatique est susceptible d’aggraver ce déséquilibre. Ainsi afin de renforcer la garantie d’une distribution d’une eau de qualité en permanence sur le territoire du département, le troisième Plan départemental de l’eau signé, le 3 octobre 2017, contient un plan d’actions afin d’assurer avec priorisation la sécurisation de l’alimentation en eau potable des Seine-et-Marnais. A cette fin a été préparé et publié en décembre 2020 un schéma départemental d’alimentation en eau potable de secours dans lequel huit secteurs prioritaires sont définis. La commune fait partie du secteur Bassée Montois.

## Population et société

### Démographie
L'évolution du nombre d'habitants est connue à travers les recensements de la population effectués dans la commune depuis 1793. Pour les communes de moins de 10 000 habitants, une enquête de recensement portant sur toute la population est réalisée tous les cinq ans, les populations de référence des années intermédiaires étant quant à elles estimées par interpolation ou extrapolation. Pour la commune, le premier recensement exhaustif entrant dans le cadre du nouveau dispositif a été réalisé en 2004.

En 2022, la commune comptait 70 habitants, en évolution de +32,08 % par rapport à 2016 (Seine-et-Marne : +3,92 %, France hors Mayotte : +2,11 %).
| 1793 | 1800 | 1806 | 1821 | 1831 | 1836 | 1841 | 1846 | 1851 |
| ---- | ---- | ---- | ---- | ---- | ---- | ---- | ---- | ---- |
| 103  | 97   | 113  | 102  | 101  | 101  | 103  | 108  | 104  |

| 1856 | 1861 | 1866 | 1872 | 1876 | 1881 | 1886 | 1891 | 1896 |
| ---- | ---- | ---- | ---- | ---- | ---- | ---- | ---- | ---- |
| 115  | 111  | 101  | 95   | 95   | 100  | 84   | 90   | 84   |

| 1901 | 1906 | 1911 | 1921 | 1926 | 1931 | 1936 | 1946 | 1954 |
| ---- | ---- | ---- | ---- | ---- | ---- | ---- | ---- | ---- |
| 78   | 77   | 81   | 56   | 72   | 69   | 65   | 72   | 71   |

| 1962 | 1968 | 1975 | 1982 | 1990 | 1999 | 2004 | 2006 | 2009 |
| ---- | ---- | ---- | ---- | ---- | ---- | ---- | ---- | ---- |
| 45   | 66   | 70   | 58   | 62   | 70   | 65   | 68   | 48   |

| 2014 | 2019 | 2022 | - | - | - | - | - | - |
| ---- | ---- | ---- | - | - | - | - | - | - |
| 54   | 65   | 70   | - | - | - | - | - | - |

## Économie

### Revenus de la population et fiscalité
Pas de statistiques sur les Ménages fiscaux en raison de la faiblesse du nombre de personnes concernées, et su secret statistique..

### Emploi
En 2018 , le nombre total d’emplois dans la zone était de 14, occupant 23 actifs  résidants.
Le taux d'activité de la population (actifs ayant un emploi) âgée de 15 à 64 ans s'élevait à 63,2 % contre un taux de chômage de 10,5 %. 
Les 26,3 % d’inactifs se répartissent de la façon suivante : 7,9 % d’étudiants et stagiaires non rémunérés, 7,9 % de retraités ou préretraités et 10,5 % pour les autres inactifs.

### Secteurs d'activité

#### Entreprises et commerces
En 2019, le nombre d’unités légales et d’établissements (activités marchandes hors agriculture) par secteur d'activité était de 7 dont 2 dans l’industrie manufacturière, industries extractives et autres, 1 dans le commerce de gros et de détail, transports, hébergement et restauration, 3 dans les activités spécialisées, scientifiques et techniques et activités de services administratifs et de soutien et 1 dans l’administration publique, enseignement, santé humaine et action sociale.
En 2020, une entreprise individuelle a été créée sur le territoire de la commune.

#### Agriculture
Sigy est dans la petite région agricole dénommée le « Montois », une petite région à l'est du département, en limite sud de la Brie. En 2010, l'orientation technico-économique de l'agriculture sur la commune est la culture de céréales et d'oléoprotéagineux (COP).
Si la productivité agricole de la Seine-et-Marne se situe dans le peloton de tête des départements français, le département enregistre un double phénomène de disparition des terres cultivables (près de 2 000 ha par an dans les années 1980, moins dans les années 2000) et de réduction d'environ 30 % du nombre d'agriculteurs dans les années 2010. Cette tendance se retrouve au niveau de la commune où le nombre d’exploitations est passé de 3 en 1988 à 1 en 2010. Parallèlement, la taille de ces exploitations augmente, passant de 76 ha en 1988 à 324 ha en 2010.
Le tableau ci-dessous présente les principales caractéristiques des exploitations agricoles de Sigy, observées sur une période de 22 ans : 
|                                      | 1988 | 2000 | 2010 |
| ------------------------------------ | ---- | ---- | ---- |
| Dimension économique,                |      |      |      |
| Nombre d’exploitations (u)           | 3    | 3    | 1    |
| Travail (UTA)                        | 4    | 4    | 2    |
| Surface agricole utilisée (ha)       | 228  | 388  | 324  |
| Cultures                             |      |      |      |
| Terres labourables (ha)              | 219  | 381  | s    |
| Céréales (ha)                        | s    | 233  | s    |
| dont blé tendre (ha)                 | s    | 205  | s    |
| dont maïs-grain et maïs-semence (ha) | s    | s    | s    |
| Tournesol (ha)                       | s    |      | s    |
| Colza et navette (ha)                | s    | s    | s    |
| Élevage                              |      |      |      |
| Cheptel (UGBTA)                      | 2    | 4    | 0    |

## Culture locale et patrimoine

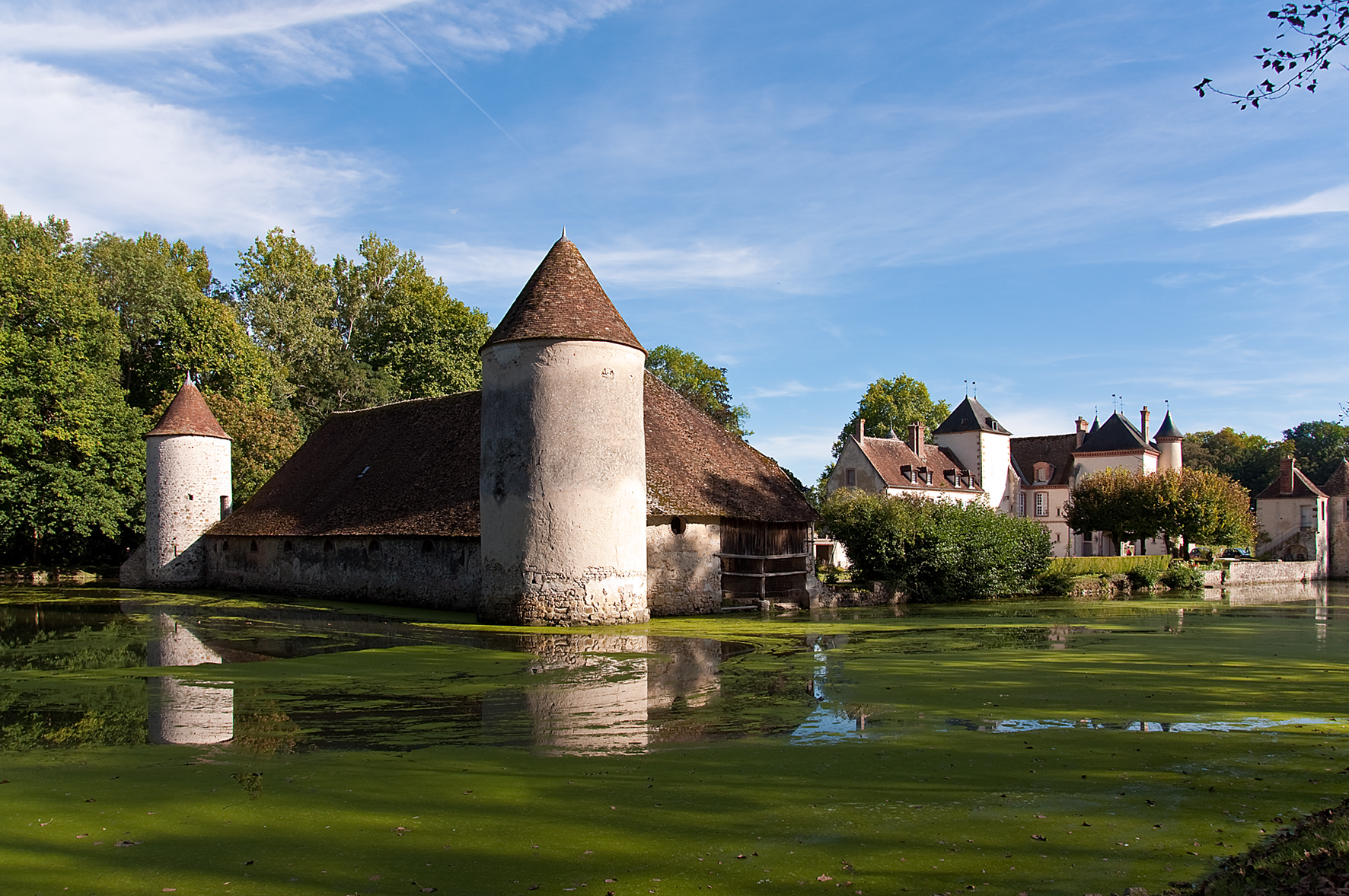
Le château de Sigy.

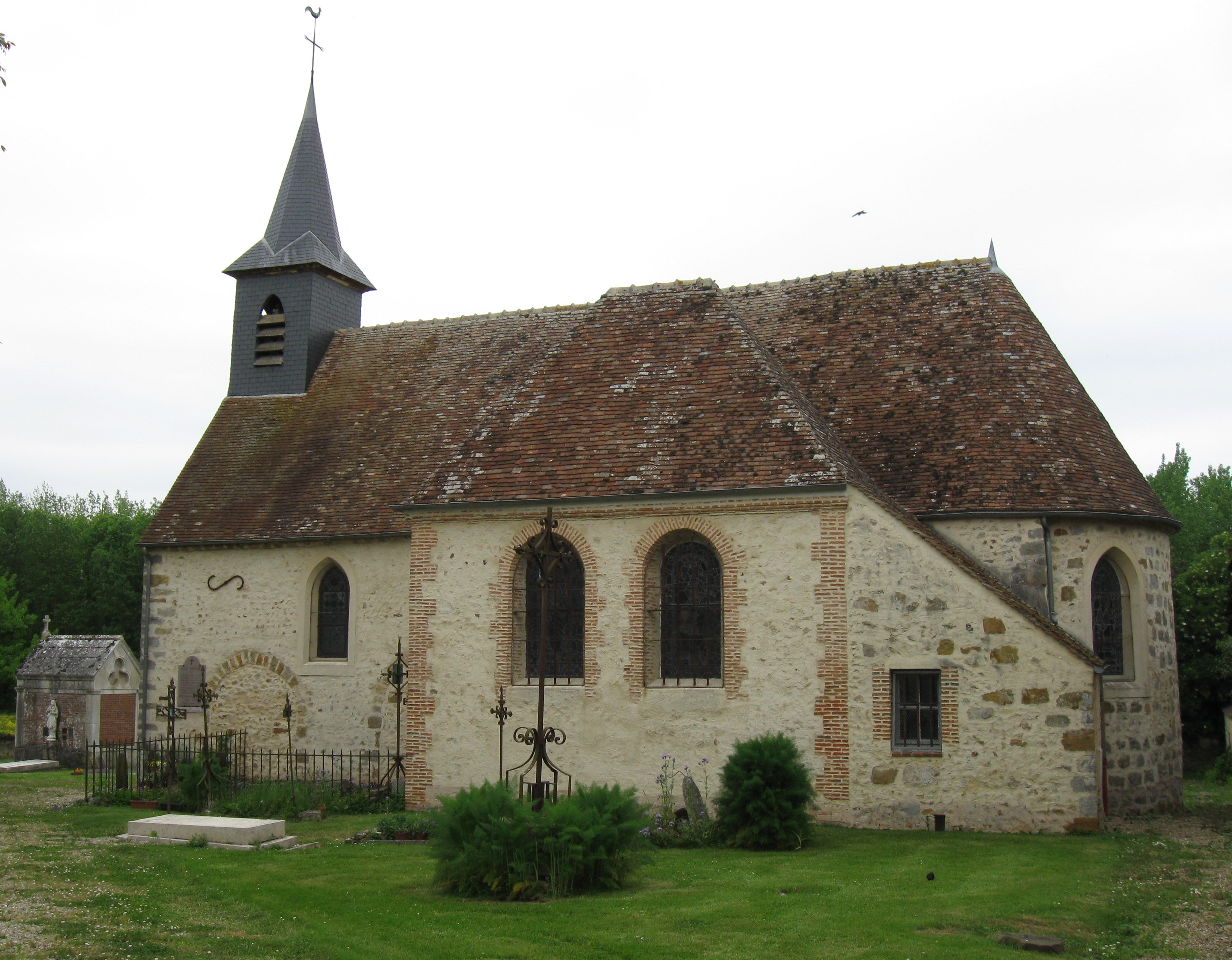
L'église Notre-Dame.

### Lieux et monuments
- Château de Sigy

Château des XVe et XVIe siècles, remanié au XVIIe siècle : larges douves, quadrilatère flanqué de 4 tours d'angle avec poterne d'entrée encadrée de deux tourelles ; escalier de bois Henri IV, chambre ronde dite de Louis XIV, boiseries et trumeaux XVIIIe siècle, mobilier et portraits de famille (il appartient à la même famille depuis le XVe siècle). Il est inscrit monument historique depuis 1984,.
- Église sous le vocable de Notre-Dame, XVIIe et XVIIIe siècles[56].

### Sigy dans les arts et la culture
- Le film Copie conforme (1947) avec Louis Jouvet a été tourné au château de Sigy.